# (20043) Ellenmacarthur
(20043) Ellenmacarthur (1993 EM) – planetoida z grupy pasa głównego asteroid okrążająca Słońce w ciągu 2,77 lat w średniej odległości 1,97 j.a. Odkryta 2 marca 1993 roku.